# The Opry House
The Opry House ist ein Schwarzweiß-Trickfilm aus dem Jahr 1929. Er wurde unter der Leitung von Walt Disney und Ub Iwerks von den Walt Disney Animation Studios produziert. Die Hauptrolle in diesem Kurzfilm übernimmt die berühmte Trickfilmfigur Micky Maus. The Opry House ist der erste Disney-Film, in welchen Micky seine legendären weißen Handschuhe trägt.

## Handlung
Der Film stellt Micky dem Zuschauer als Betreiber eines heruntergekommenen Opernhauses vor. Er hat alles, was Rang und Namen hat, zu einer Show im Vaudeville-Stil eingeladen. Nachdem Micky Hof und Gehweg sauber gefegt hat, muss er unter anderem einem äußerst korpulenten Besucher helfen, durch die Eingangstür zu passen. Micky löst das Problem auf recht eigenwillige Art: er piekst den Mann mit einer Reißzwecke, worauf Letzterem buchstäblich die Luft ausgeht. Nun spielen verschiedenste anthropomorphe Tiere eine Art Ouvertüre, allerdings klingt diese fürchterlich schief. Das liegt daran, dass die „Musikanten“ größtenteils echte Haus- und Farmtiere als „Musikinstrumente“ benutzen: So zieht ein Schwein drei unterschiedlich großen Katzen an den Schwänzen, damit diese im Takt jammern. Ein ältlicher Ziegenbock mit Nickelbrille benutzt seinen eigenen Bart als Violine, nachdem er das echte Instrument mit dem Streichbogen geradezu zersägt hat. Ein kleiner Junge mit Hundeohren lässt Seifenblasen klangvoll platzen, nachdem er dem Tubaspieler Seifenwasser in sein Instrument gekippt hat. Der Tubaspieler ist wenig begeistert und spült den Frechdachs mit seiner Tuba weg.
Natürlich lässt Micky es sich nicht nehmen, die Show selbst zu leiten und als Star aufzutreten. Während des ersten Aktes gibt er sich als Schlangenbeschwörer. Aus einer großen Vase scheint tatsächlich eine schwarze Schlange aufzusteigen, doch dann kippt die vermeintliche „Vase“ um. Sie entpuppt sich als Papp-Attrappe und dahinter verbirgt sich Kat Nipp, der seinen langen Schweif benutzt hatte, um eine tanzende Schlange zu imitieren. Frech grinsend läuft Kat davon. Micky tut so, als sei nichts gewesen und vollführt eine Art Bauchtanz (zweiter Akt). Der dritte und letzte Akt besteht aus einem Klavierstück, das Micky auf einem großen Piano vorzutragen versucht. Doch er drischt mehr auf die Tasten ein, als dass er auf ihnen spielt. Das Piano wehrt sich und tritt Micky in den Hintern, der Drehstuhl, auf dem die Maus gesessen hatte, unterstützt das Piano dabei. Lachend spielt sich das Piano selber, bis Micky zurückkehrt und ein letztes Mal darauf klimpert. Er tanzt schließlich sogar auf den Tasten und zum Schluss verneigen sich Micky, Drehstuhl und Piano vor dem Publikum. Der Film endet mit dem Beifall der Zuschauer.

## Produktion und Hintergründe
Die Produktion zu The Opry House begann im Februar 1929; der Film wurde am 28. März 1929 uraufgeführt und veröffentlicht. Am 20. August desselben Jahres wurde das Werk urheberrechtlich geschützt. Die Hintergrundmusik zu den verschiedenen Theaterszenen wurde von Carl W. Stalling auf einem Keyboard gespielt und im Pat Power’s Cinephone Studio in New York City aufgenommen. The Opry House war einer von fünf erfolgreichen Schwarzweiß-Trickfilmen, die alle im Jahr 1929 herauskamen.
Eine Besonderheit des Films sind zwei Nebenfiguren aus der Disney-Welt, die in The Opry House einen Cameo-Auftritt haben, eine davon ist selten zu sehen. Die erste Figur ist Minnie Maus, die hier – eher ungewöhnlich – nicht aktiv als Zeichentrickfigur auftritt, sondern nur auf Postern im Hintergrund zu sehen ist. Die zweite Figur ist Kat Nipp. Der zwielichtige Kater hatte in The Opry House sein Debüt, trat ein vorletztes Mal in When the Cat’s Away auf und erschien nach The Karnival Kid nie wieder in Disney-Trickfilmen.